# 杜作航
杜作航（？—？），江西省臨江府清江縣人，清朝政治人物、進士出身。
光緒十八年（1892年），参加光緒壬辰科殿試，登進士二甲123名。同年五月，改翰林院庶吉士。光緒二十四年四月，散館，著以知县即用。